# Široko Polje
Široko Polje – wieś w Chorwacji, w żupanii osijecko-barańskiej, w mieście Đakovo. W 2011 roku liczyła 1012 mieszkańców.